# شروق الأرض
هذه المقالة عن صورة الأرض. للاستخدامات الأخرى، انظر شروق الأرض (توضيح).

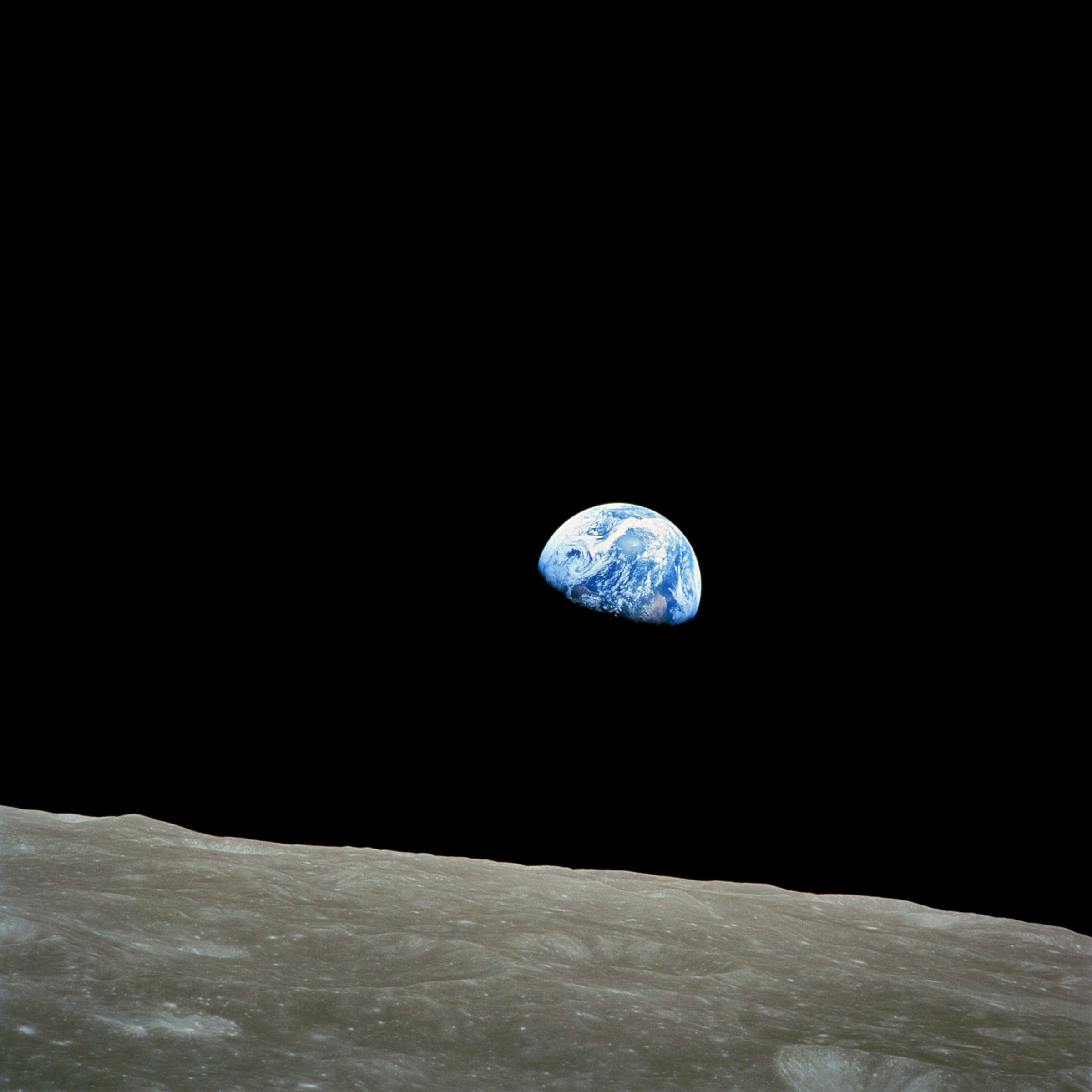
"شروق الأرض": تم التقاطها في 24 ديسمبر 1968

شروق الأرض (بالإنجليزية: Earthrise)‏ هو اسم صورة الأرض التي التقطها رائد الفضاء وليم أندرس في عام 1968 خلال مهمة أبولو 8. وأعلن مصور المناظر الطبيعية غالينوس رويل أن هذه الصورة هي «الصورة البيئية الأكثر تأثيرًا على الإطلاق».

## التفاصيل
شروق الأرض هو الاسم الذي أطلق على صورة وكالة ناسا رقم AS8-14-2383 التي التقطها رائد الفضاء وليام أندرس خلال مهمة أبولو 8، في أول رحلة مأهولة إلى مدار القمر. 
وفي البداية وقبل أن يعثر أندرس على فيلم ملون 70 ملم مناسب، التقط قائد البعثة فرانك بورمان صورة للمشهد باللونين الأبيض والأسود ، حيث كانت حافة الأرض تلامس الأفق. ومكان كتلة الأرض وشكل السحب على الأرض في هذه الصورة هي نفسها الموجودة في صورة شروق الأرض الملونة.

تم التقاط الصورة من على مدار القمر في 24 ديسمبر 1968 بكاميرا هاسيلبلاد 500 EL عالية التقنية، وكانت حينئذ، تعمل بالكهرباء. تحتوي الكاميرا على حلقة رؤية بسيطة بدلا من عدسة الكاميرا العاكسة القياسية وكان يتم تحميلها بمستودع فيلم 70 ملم يحتوي على فيلم إكتاتشروم (Ektachrome) مخصص من إنتاج كوداك. ويوجد تسجيل صوتي متاح لهذا الحدث  مع الكتابة  والذي يسمح بتتبع هذا الحدث عن كثب - مقتطفات:
Borman: Oh my God! Look at that picture over there! Here's the Earth coming up. Wow, is that pretty.

Anders: Hey, don't take that, it's not scheduled.

Borman: (laughing) You got a color film, Jim?

Anders: Hand me that roll of color quick, will you...

Lovell: Oh man, that's great!
في المسلسل التلفزيوني القصير من الأرض إلى القمر (From the Earth to the Moon) الذي يستند إلى كتاب رجل على القمر (A Man on the Moon) بقلم أندرو شايكين، قال بورمان "لم تكن هذه الصورة مخططة ضمن جدولنا" (في الجزء الرابع، "1968"، في 41 '57 ")، ومع ذلك، فإن إسناد البرنامج التلفزيوني لأندرس هو واضح من التسجيلات الصوتية. قال بورمان قائد البعثة شيئًا من هذا القبيل، بدوني على الأرجح لم يكن من الممكن التقاط الصورة الملونة.
تم التقاط صور عديدة لهذا المشهد. برهن الشريط الصوتي للبعثة على التقاط عدة صور، بناء على أوامر بورمان، وبموافقة من المتحمسين لوفيل وأندرس. والتقط أندرس أول صورة ملونة، ثم لوفيل الذي لاحظ الإعداد (1/250 من الثانية في f/11) تبعها أندرس بصورتين أخريين في أوضاع مختلفة.
ويمكن الاطلاع على صفحة كاملة تقريبًا من نسخ صور بورمان بالأبيض والأسود في سيرته الذاتية عام 1988 الصفحة 164، مكتوب عليها هذا التعليق «واحدة من الصور الأكثر شهرة في تاريخ التصوير الفوتوغرافي - التي التقطت بعد ما أمسكت الكاميرا بعيدًا عن بيل أندرس». كان بورمان قائد البعثة وقد ذكر  (الصفحة 212) أن هذه هي الصورة «التي استخدمتها مصلحة البريد على الطوابع وتم نسخ القليل من الصور بشكل متكرر» [ولكن انظر أعلاه]. الصورة المقدمة في سيرة فرانك بورمان الذاتية ليست هي نفس الصورة التي التقطها أندرس بصرف النظر عن الجهة فإن تشكيلات السحب مختلفة.
الطوابع التي تم إصدارها استنسخت السحابة واللون وأشكال الحفر من صورة أندرس. ويصف بورمان أندرس (ص. 193) بحامل «درجة الماجستير في الهندسة النووية»؛ وهكذا أطلق على أندرس اسم «عضو الطاقم العلمي... الذي كان يقوم أيضًا بمهام التصوير الفوتوغرافي التي من شأنها أن تكون في غاية الأهمية لطاقم أبولو الذي هبطت فعلا على سطح القمر».

## الهندسة
تظهر الصورة المنشورة الأرض:
- الاتجاه القطبي: من الجنوب إلى اليسار، من الشمال إلى اليمين (القارة القطبية الجنوبية-أنتاركتيكا- في 10:00)
- خط الاستواء: عند المركز والتحرك غربًا نحو أعلى الزاوية اليمنى
- عبور فاصل الليل للقارة الإفريقية (المنطقة المُضيئة إلى اليسار هي صحراء نامبيا وإلى اليمين الصحراء الغربية / غرب إفريقيا)
- استدارة في اتجاه عقارب الساعة نحو 135 درجة قاعدتها وجهة نظرنا الموجهة إلى القطب الشمالي / الجنوبي

## التراث
في مجلة لايف (Life) في مقال بعنوان 100 صورة غيرت العالم, قال مصور البراري جالينوس رويل أن صورة شروق الأرض هي «الصورة البيئية الأكثر تأثيرًا على الإطلاق»; وقال كاتب آخر أن ظهور هذه الصورة هو بداية الحركة البيئية.

## طابع البريد

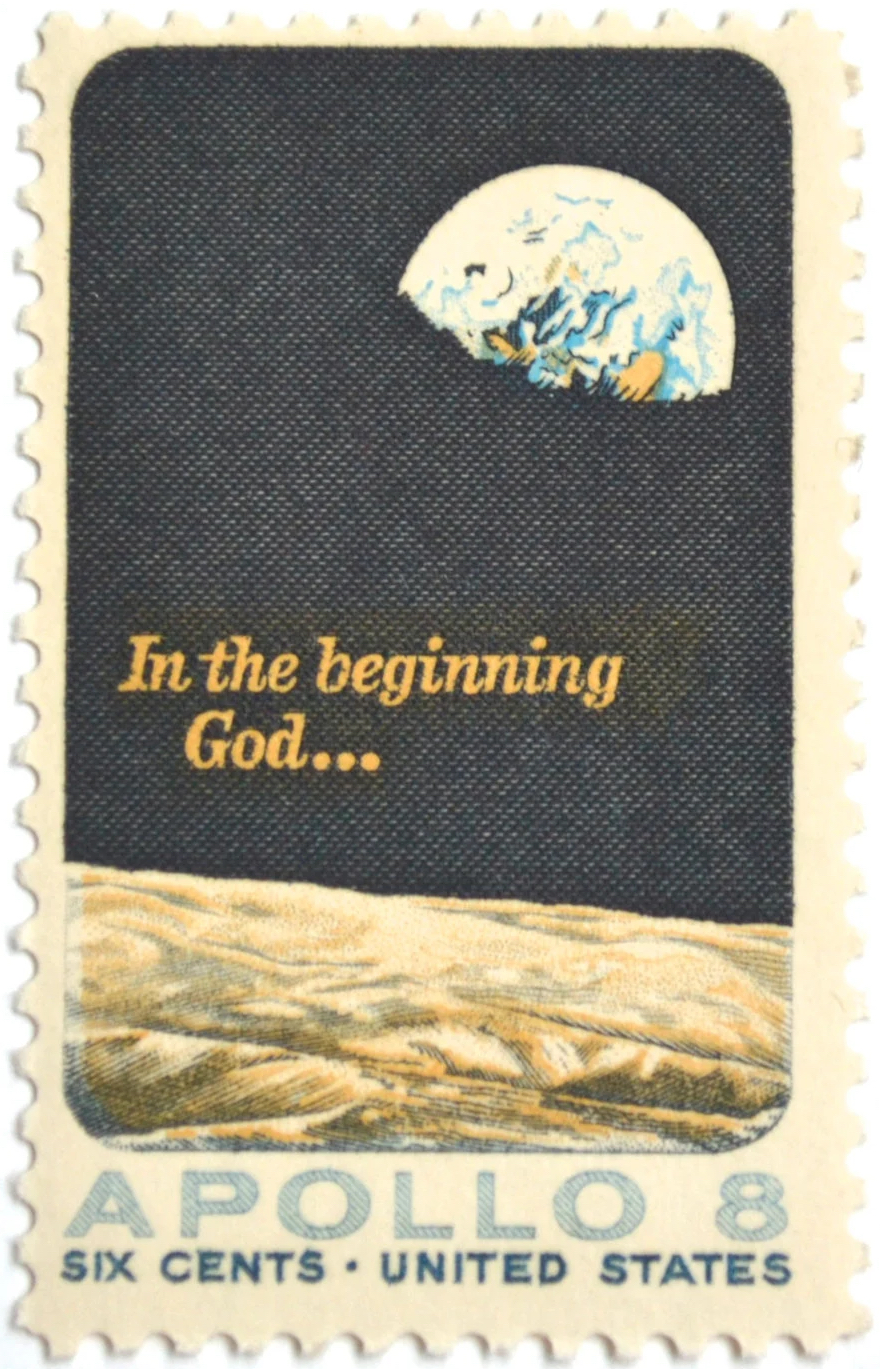
طابع بريد الولايات المتحدة الأمريكية سكوت #1371

في عام 1969، أصدرت مصلحة بريد الولايات المتحدة الطابع البريدي (سكوت # 1371) لتخليد ذكرى رحلة أبولو 8 حول القمر. وأظهر الطابع أحد التفاصيل (في اللون) من صورة شروق الأرض، وعبارة «الله في البداية...»، ثم أعاد قراءة نشأة أبولو 8.

## فيديو لاحق
في 6 أبريل عام 2008 (التوقيت الرسمي لليابان)، تم تصوير أول فيديو عالي الجودة بدقة 1080 بكسل لشروق الأرض، وهو فيديو كامل لشروق وغروب الأرض، وقد تم التصوير في مهمة منظمة بحوث الفضاء اليابانية حول مدار القمر، على المركبة الفضائية سيلين (المعروفة في اليابان باسمها المستعار كاجيوا). وبعد الدوران بنجاح حول القمر لمدة سنة و8 أشهر، تحطمت عمدًا على سطح القمر الساعة 18:25 بالتوقيت العالمي المنسق في 10 يونيو 2009 

## شروق الأرض المحتمل كما تراه من سطح القمر
يكون شروق الأرض على سطح القمر مختلفًا تمامًا عن شروق القمر على سطح الأرض. ولأن القمر مقيد بالمد والجزر مع الأرض، فقد تباطأ دورانه حول نفسه حتى أصبحنا الآن نرى جانبًا واحدًا من القمر فقط هو ما يواجه الأرض. وتفسير هذه الحقيقة يقود المرء للاعتقاد بأن وضع الأرض ثابت في سماء القمر ولا يمكن أن يحدث أي شروق للأرض، ومع ذلك فإن القمر يميس قليلاً، مما يتسسب في رسم الأرض لأشكال ليساجو في السماء. هذا الشكل يكون داخل مستطيل بزاوية 15 ° 48 'عرضًا و13 ° 20' ارتفاعًا (في مقاييس الزاوية)، في حين أن القطر الزاوي من الأرض كما يرى من القمر ليس سوى حوالي 2 درجة. وهذا يعني أن شروق الأرض يمكن رؤيته بالقرب من حافة الأرض الملحوظة من على سطح القمر (حوالي 20٪ من السطح). لأن دورة الميسان الكاملة تستغرق نحو 27 يومًا، فإن شروق الأرض يكون بطيئًا جدًا، ويستغرق حوالي 48 ساعة من أجل مسح قطر الأرض. خلال الدوران القمري لمدة شهر، قد يشاهد المراقب أيضًا سلسلة من «أطوار الأرض»، والذي يشبه كثيرًا منازل القمر التي تُرى من الأرض. وهذا هو ما يمثل نصف الكرة الأرضية المضيء الذي شوهد في الصورة.